# Йоганн V (граф Ольденбургу)
Йоганн V (нім. Johann V. von Oldenburg und Delmenhorst; 1460 — 10 лютого 1526) — 22-й граф Ольденбургу в 1483—1526 роках, граф Дельменгорсту.

## Життєпис
Походив з Ольденбурзької династії. П'ятий син Герхарда I, графа Ольденбурзького, та Адельгейди фон Текленбург. Народився 1460 року в Ольденбурзі. У 1482 році після зречення батька трон отримав старший брат Адольф I. Втім у 1483 році останній потрапив у похід до східних фризів, тому Йоганна було оголошено співправителем брата. Втім він вимушений був розділити владу з іншими братами — Крістіаном і Оттоном. Невдовзі останній обрав церковну кар'єру, а Йоганн V швидко зарекомендував себе як провідний співправитель. Навіть після повернення Адольфа I з полону фактична влада залишалася в Йоганна V.
Після смерті барти Крістіана і Адольфа у 1492 та 1500 роках відповідно Йоганн V став одноосібним володарем Ольденбурзького графства. 1498 року оженився на представниці Ангальтських Асканіїв. 1499 року атакував вільну селянську громаду в Штадланді, але домігся підкорення лише після двох походів.
Втім у 1500 року мешканці Штадланду домоглися незалежності від Ольденбургу. 1503 року долучив августинському ченцю Йоганн Шипговеру написати хроніку Ольденбурзької династії, яка стала першою з подібних. Водночас почав здійснювати загарбницькі походи, намагаючись підкорити незалежні громади між річками Везер і Ельба, що лише номінально залежали від Бременського архієпископства.
Продовжив політику попередників, намагаючись підкорити Східну Фризію. 1514 року на виконання імперської опали разом з Генріхом I, герцогом Брауншвейг-Вольфенбюттеля атакував східнофризландського графа Едцарда I, сплюндрувавши його землі. Завдяки цьому зумів підкорити Бутьядінген і Штадланд, які залишилися без підтримки фризів. З 1515 року став офіційно викупати ці землі в Брауншвейгу. У 1517 роках отримав у герцога Генріха V Брауншвейг-Люнебурга Бутьядінген і Штадланд як феод, а Есенсгамм і Аббегаузен — як алод. До 1523 року повністю викупив Бутьядінген. Після цього звів тут фортецю Офельгенне.
Багато доклав зусиль для поліпшення фінансіВ, наповнення скарбниці, викупу заставного майна колишніх графів. Також збільшував територію свого графства шляхом купівлі володінь дрібних шляхтичів. Завдяки цьому влада графа посилилася, а ольденбурзька шляхта помітно послаблашала. Втім спроби обмежити магістрат в місті Ольденбург виявилися не зовсім вдалими.
Помер 1526 року. Його сини стали панувати в Ольденбурзі спільно.

## Родина
Дружина — Анна, донька Георга I асканія, князя Ангальт-Цербстського
Діти:
- Йоганн (1501—1548), граф Ольденбургу
- Анна (1501—1575), дружина Енно II Кірксени, графа Східної Фризландії
- Георг (д/н—після 1529), граф Ольденбургу
- Христоф (1504—1566), граф Ольденбургу
- Антон (1505—1573), граф Ольденбургу

2 бастарда